# Wilhelm Kiefer
Wilhelm Kiefer (* 10. Juli 1890 in Freiburg; † 23. April 1979 in Baden-Baden) war ein deutscher Journalist, umstrittener Schriftsteller und Publizist, auch als Amateurpolitiker bezeichnet. Während des und in den Jahren nach dem Ersten Weltkrieg bewegte er sich im Völkischen Milieu, wurde später zum NS-Gegner, wobei er Hitler grundsätzlich nie in Frage stellte. In seinem Schweizer Exil versuchte er dies zu kaschieren. Als 1945 die Schweiz auf Druck der Alliierten ihre bis dahin NS-freundliche Politik aufgab, wurde der „unbequeme Querulant“ Kiefer des Landes verwiesen. Nach dem Zweiten Weltkrieg war ihm die Westorientierung der BRD ein Ärgernis, ihm war die Verständigung mit der Sowjetunion ein Hauptanliegen. Nachdem dies nicht in seinem Sinn geschah, wandte er sich zuletzt der heimatkundlichen Literatur zu.

## Familie
Wilhelm Kiefer war der Sohn von Ernst Friedrich Kiefer (1855–1894), der beruflich viel in der Schweiz tätig war, und Frieda Kiefer, geb. Glatt (1861–1927), einer „reichen“ Schweizerin mit Badischen Wurzeln. Ihr Vater soll ein angesehener Freimaurer in Lahr gewesen sein. Wilhelm wurde protestantisch erzogen und konfirmiert. Kiefers Vorfahren väterlicherseits stammten aus dem Markgräflerland und dem Hochschwarzwald. Kiefer hatte drei Geschwister, zwei seiner Brüder fielen im Ersten Weltkrieg, eine Schwester heiratete.
Im September 1911 heiratete Kiefer in Freiburg die katholische Maria Theresia Kessler (* 26. Juni 1891, † 1. Dezember 1967) aus Trillfingen bei Haigerloch. Ihre ebenfalls wohlhabenden Eltern waren Thomas und Johanna Kessler, geb. Fischer.
Wilhelm Kiefer hatte mit seiner Frau Maria Theresia insgesamt neun Kinder, wovon das älteste 1911 geborene bereits mit vier Jahren starb. Das jüngste Kind wurde 1926 geboren. Alle Kinder wurden katholisch getauft und erzogen. Er selbst konvertierte um die Jahreswende 1932/33 zum katholischen Glauben. Drei seiner Söhne dienten bei der deutschen Wehrmacht; einer, der Sohn Hans, blieb in Basel, wo die Familie ab 1933 bis 1945 wohnte, und wanderte mit seiner Frau Maria und Kind um 1948 nach Brasilien aus.
Nach seiner Remigration wohnte Kiefer mit seiner Ehefrau ab 1946 in deren Heimatgemeinde Trillfingen, dort auch nach dem Tod von Maria Theresia Ende 1967 vereinsamt noch weitere fünf Jahre. 1973 holte die Tochter Johanna Kiefer den 83-jährigen Vater zu sich nach Baden-Baden, Köhlerstraße 14. Er starb dort nach dreimonatiger Krankheit am 23. April 1979 im 89. Lebensjahr und wurde in der Kurstadt auch begraben.

## Leben

### Schule / Berufseinstieg
Seine Schul- und Gymnasialzeit 1896–1907 verbrachte er in Basel, zog dann in seinen Geburtsort Freiburg, wo er 1908 das Abitur erfolgreich abschloss.
Danach studierte er Philosophie und Literaturgeschichte in Freiburg, Frankfurt und Hamburg. Das Studium brach er um 1910 zugunsten einer Mitarbeit bei der Monatsschrift Vegetarische Warte in Colmar ab.
Jung vermählt wechselte er 1911 zu dem in Hamburg erscheinenden Fachblatt für Theater, Literatur und Musik Bühne und Welt, wo er bereits 1912 als Schriftleiter und Herausgeber fungierte, sich dabei als „Gründer“ der erstmals 1898 im Verlag Otto Elsner erschienenen Zeitschrift bezeichnete. Die Edition bewerkstelligte er von Freiburg-Zähringen aus. Die Tätigkeit war allerdings so schlecht dotiert, dass er kaum seine Familie ernähren konnte und deshalb Kredite u. a. von dem nationalistischen Dichter Friedrich Lienhard aufnehmen musste. Seine Kreditwürdigkeit begründete er mit dem Hinweis, dass er in ganz Deutschland sehr wohl bekannt sei und dass er Einnahmen aus druckfertigen Werken erwarte.

### Militärdienst – 1914/15
Wiewohl er zuvor keine militärische Ausbildung hatte, meldete er sich beim Ausbruch des für ihn „heilige[n] Krieg[es]“ 1914 zum Kriegsdienst, wo er beim Kurmärkischen Dragoner-Regiment Nr. 14 zunächst im Elsass, in Lothringen und in Nordfrankreich eingesetzt war. Im Januar 1915 wurde er so schwer verwundet, dass er aus dem Dienst ausscheiden musste.
Für besondere Tapferkeit wurde er 1915 mit der silbernen militärischen Karl-Friedrich-Verdienstmedaille, der goldenen Verdienstmedaille am Bande der militärischen Karl-Friedrich-Verdienstmedaille und der silbernen Verdienstmedaille am Bande der militärischen Karl-Friedrich-Verdienstmedaille ausgezeichnet.

### Völkischer Publizist im Ersten Weltkrieg
In der Folge übernahm er bis Ende 1918 wieder die Herausgabe von Bühne und Welt, nun mit dem Untertitel Monatsschrift für das Kunst- und Geistesleben, und konnte die Auflage durch den Versand an unsere Krieger im Feld erhöhen. Zahlreichen völkischen Schriftstellern wie Adolf Bartels, Houston Stewart Chamberlain und Dietrich Eckart bot er eine Bühne.
Im Mai 1916 wurde Kiefer zum Mitgründer der Fichte-Gesellschaft von 1914 in Hamburg, trennte sich allerdings 1918 wegen deren „törichter Antisemiterei“ wieder davon.
Zum 6. Dezember 1916 verfasste er für den Chef der Obersten Heeresleitung Erich Ludendorff, Kriegsminister Hermann von Stein und den Chef der Deutschen Bank Wolfgang Kapp eine Denkschrift zur nationalen Verteidigung und inneren Einigung; Ludendorff will er sie selbst überreicht haben.
Ab April 1916 wohnte Kiefer mit seiner Familie in der Eulenspiegelstadt Mölln in Schleswig-Holstein, um näher am Verlagsort Hamburg zu sein.
Mit der Übernahme der Zeitschrift durch die Deutschnationale Verlagsanstalt unter dem Dach der christlichen Gewerkschaft DHV 1917 benannte er diese um in Deutsches Volkstum – Monatsschrift für das Kunst- und Geistesleben. Damit wollte er einen Gegenpol zum „machtgebietende[n] Judentum“ bilden. Vom siegreichen Krieg erwartete er ein „Reich Gottes auf Erden“. Den Parlamentarismus hielt Kiefer für eine „Vergewaltigung des Geistes“ (Februarheft 1918) und sah die „sittliche Läuterung des Bürgers“ als „schönsten Preis in diesem Krieg“ (April 2018). Im Sommer entwickelte er sein publizistisches Propagandaobjekt weiter. Im Blick hatte er dabei ein neues Blatt „Die Wirklichkeit“, mit dem er, gestützt durch eine „Kronprinz-Wilhelm-Stiftung“, eine „große[] nationale[] Bildungsarbeit“ bewirken und die geistige Kriegsbereitschaft der Nation seelisch mobilisieren wollte. Ein reicher „Geldmann“ als Finanzier dafür fand sich allerdings nicht.
Nach langen Querelen mit dem Verlag schied Kiefer aus und zog nach Schliersee in Oberbayern; für die Jahrgänge 1919 und 1920 (21. und 22.) des „Deutschen Volkstums“ mit leicht verändertem Untertitel („Monatsschrift für das deutsche Geistesleben“) zeichnete anschließend Dr. Wilhelm Stapel als Herausgeber.
Am 8. November 1918 – pikanterweise dem Tag, an dem die militärische Niederlage von Generalfeldmarschall Hindenburg anerkannt wurde – erschienen in „Das größere Deutschland. Wochenschrift für deutsche Welt- und Kolonialpolitik“ Passagen aus Kiefers inzwischen fortgeschriebener Kriegsdenkschrift für Ludendorff zur „nationalen Verteidigung und inneren Einigung“. Durch die militärische Niederlage des Reiches und den Beginn der Räterevolution waren seine Fantasien vom „Reich Gottes auf Erden“ irreal geworden.

### Aktivist in wirren Zeiten – 1918 bis 1923
Ende 1918 wollte Kiefer über Kapp an der Neuorganisation der Konservativen Partei mitwirken, dabei die „Republikanisierung“ vermeiden. Gleichzeitig wollte er mit Kapp und Ludendorff eine national-elitäre Bildungsakademie „Deutsches Hochstift“ aufbauen und diese ab 1919 von München aus als „deutsche Nationalakademie“ in Berlin etablieren. Er sah darin die „größte kulturelle Bewegung aller Zeiten“. Die dafür erforderlichen Fahrten und Hotelaufenthalte an der Spree finanzierte er offenbar aus dem Erbteil seiner Frau.
1919 will Kiefer an der „Niederwerfung der spartakistischen Aufstände“ beteiligt gewesen sein.
Offenbar war er auch in die Aktivitäten der Nationalen Vereinigung und in den Kapp-Putsch involviert, wozu er Zeit und finanzielle Ressourcen investierte. Dabei unterstützten ihn die im Münchner Polizeipräsidium maßgeblichen NSDAP-Förderer Wilhelm Frick und Ernst Pöhner. Er will auch den Blitzflug des noch kaum bekannten 31-jährigen Gefreiten Hitler, der dem oberbayerischen Reichswehr-Hauptmann Karl Mayr unterstand, zusammen mit dem Schriftsteller Eckart von München nach Berlin (13.–17. März 1920) zum vermeintlich nun „starken Mann“ der deutschen Politik – oder „Retter des anderen Deutschlands“ wie Kiefer ihn sah, den selbst ernannten Reichskanzler Wolfgang Kapp, vorgeschlagen haben.
Die Beteiligung an der Vorbereitung des gescheiterten Putsches brachte Kiefer vier Wochen Gefängnis und danach noch einige Wochen einer Art Hausarrest („in häuslicher Nähe“) ein, seinen finanziellen Schaden beziffert er gegenüber Kapp auf 120.000 Mark.
Trotz eines angeblichen lukrativen Angebots aus der Wirtschaft (das er ausschlug) wurde er im darauffolgenden Jahr in der Freikorpsbewegung aktiv. Mit dem oberbayerischen Freikorps Oberland nahm er in Oberschlesien an der Niederschlagung des Dritten Polnischen Aufstands im Mai 1921 teil. Wie er 1940 in Bern zu Protokoll gab, habe er zeitweise sogar das Freikorps von 2.000 Mann „geführt“, sei als Chef der „Gruppe Süd“ an der Erstürmung des Annabergs entscheidend beteiligt gewesen und zählt sich deshalb zu den „Befreiern Oberschlesiens“.
In der zweiten Jahreshälfte 1921 will Kiefer „Leiter des deutschen Spionage- und Nachrichtendienstes und des gesamten Polizeiwesens“ im Bezirk Oppeln gewesen sein.
Er habe die Zusammenarbeit der verschiedenen Freikorps in Oberschlesien mit den Briten gegen die Franzosen „zustandegebracht“ und der Reichsregierung Wirth das benötigte geheime Material für ihre Proteste gegen das vertragswidrige Verhalten der Alliierten übermittelt.
Er habe „große kommunistische Aufstände“ im Reich durch Verhandlungen mit Berliner Vertretern in Schlesien verhindert und für einen ungehinderten Auftritt Wirths in Breslau gesorgt. Dieser habe ihm in der Reichskanzlei gedankt, eine später geltend gemachte Entschädigung vom Reich für seine „nationale Arbeit“ in Oberschlesien wurde jedoch abgelehnt.
Nachdem seitens der Organisation Consul der Unterzeichner des Waffenstillstandsabkommens von 1918 Matthias Erzberger (1921) und der Außenminister Walther Rathenau (1922) ermordet wurden, wandte sich Kiefer von Ludendorffs „deutschvölkischem Sektierertum“ ab.
Kiefer beanspruchte einen wesentlichen Anteil an der Vereitelung von Hitlers Versuch, zum 1. Mai 1923 die Polizeigewalt in München zu übernehmen, wo dieser von General Lossow die Herausgabe von Waffen für seine Leute forderte.
Von innerhalb der geheimen Nachrichtenzentrale der Reichswehr in München aus habe er den Generalstabschef Hans von Seeckt in Berlin gewarnt, der daraufhin Reichswehrverbände für das Oberwiesenfeld habe bereitstellen können.

### Wieder Literat – 1923 bis 1932
Anfang 1923 begann Kiefer einen Kunsthandel, doch die dafür investierten 70.000 Mark aus dem Erbteil seiner Frau gingen mit der Hochinflation verloren. Der Herausgeber der Zeitschrift der völkischen Kulturzeitschrift Der Türmer Friedrich Lienhard gewährte ihm daraufhin ein größeres Darlehen. Eine Anstellung bei einem Verlag oder einer Zeitschrift blieb ihm jedoch versagt.
Durch Vermittlung der Schriftstellerin Käthe Sturmfels erlangte er im Herbst 1924 die Unterstützung des Wormser Lederfabrikanten L. C. von Heyl, dem er seine Not („Katastrophen“, dazu die vielköpfige Familie) schilderte und „Gegenleistungen“ in Form von literarischen Werken – Romane und Biografien – versprach.
Der Mäzen zeigte Verständnis, dass er wegen der besseren Bezahlung das Bücher-Schreiben zugunsten von Zeitungsartikeln vorerst zurückstellte. Für eine Gneisenau-Biographie hatte ihm der Jenaer Verleger Eugen Diederichs Vorschüsse gezahlt und versprach sich, wie Kiefer, davon und von sechs weiteren angekündigten Titeln hohe Auflagen.
Kiefer veröffentlichte ab 1925 Novellen und Landschaftsschilderungen sowie politische Kommentare, doch die versprochenen Buchmanuskripte brachte er nicht bei.
Von Heyl, dem an einer angemessenen Verwendung seiner Zahlungen gelegen war, verlor nach zwei Jahren die Geduld, wollte nicht mehr nur „Melkkuh“ sein. Zwar hatte er seine Zuwendungen an Kiefer „von vornherein in den Rauchfang geschrieben“, doch die unaufhörlichen Nachforderungen veranlassten ihn, sich mit Sturmfels zu beraten, die bereits im Oktober 1924 kurz nach ihrer Empfehlung Kiefers „Nichtstun“ als „unsittlich“ bezeichnet hatte. Er ließ sie Kiefers Bettelbriefe analysieren. Aufgrund der vielen darin enthaltenen Flunkereien und Unwahrheiten empfahl sie dem Unternehmer, die Förderung zu beenden. Sie nannte Kiefer einen „Phantasten und Blender ohne Examen und Zeugnisse“ und bescheinigte ihm, er sei
„vollkommen unaufrichtig, aber ein Meister der Überredung“, worauf von Heyl seine Unterstützung im April 1927 einstellte. Hartnäckig erbat Kiefer im März 1928 ein weiteres Darlehen von 1000 Reichsmark – vergebens weil, wie sich herausstellte, der Petent seine beiden Förderer erneut „betrogen und belogen“ hatte, da seine Familie ja Unterstützung durch die Eltern seiner Frau erfuhr.
Mit Novellen scheint Kiefer 1927 seinen literarischen Durchbruch geschafft zu haben, einen Roman oder eine geldbringende Filmvorlage aus seiner Feder gab es aber weiterhin nicht.
Dank Thomas Mann erhielt er 1930 von der Sektion Dichtkunst der Preußischen Akademie der Künste eine Werkbeihilfe. Mit Klage- und Bettelbriefen fand er im September 1931 weitere Sponsoren im Herausgeber der Monatsschrift Hochland, dem katholischen Publizisten Carl Muth, und dem NS-kritischen Publizisten Wilhelm Hausenstein sowie über die beiden in Thomas Mann selbst. Immer wieder beklagte Kiefer selbst seine „Bettelei“, die ihn von seinen „große[n] Arbeiten“ abhielt, die er vorgeblich in der Schublade habe. Für einen ab Februar 1932 in der Münchner Illustrierte vorgesehenen Roman erhielt er Im Winter 1931/32 vom Knorr & Hirth-Verlag einen Vorschuss, das Manuskript konnte er nicht liefern; Hausenstein half noch einmal. Muth gegenüber begründete er die Notwendigkeit seiner finanziellen Absicherung mit der Furcht vor der „etwaige[n] Herrschaft“ der NSDAP, vor der Rachsucht dieser „Banditen“ sei er eindringlich gewarnt worden.

### Gegen den Nationalsozialismus – 1932
Ab Mai 1932 fand Kiefer eine Anstellung als Redakteur beim katholischen Naturrechts-Verlag des Fürsten von Waldburg-Zeil in München, der unter dem Chefredakteur und Mitinhaber Fritz Gerlich die NS-kritische Wochenschrift Der gerade Weg herausgab. Ganz auf der Linie der Chefs schrieb der neue Redakteur scharfe Kommentare gegen Hitler und die NSDAP. Seine Artikel eröffnete er mit einem Bekenntnis zur deutsch-französischen Verständigung als Voraussetzung einer europäischen Friedenssicherung.
In der vorletzten Mai-Ausgabe warnt er unter dem Titel „Die Schichsalsstunde Brünings“ vor den Folgen des unmittelbar darauf erfolgten Rücktritts des Reichskanzlers. In der Ausgabe vom 12. Juni setzt er sich daran anknüpfend mit den Gefahren des gestiegenen Einflusses der Militärs auseinander.
Am 5. Juli 1932 stellte er den Nationalsozialismus mit dem Bolschewismus gleich. Drei Wochen später prophezeite er für den Fall einer Hitler-Herrschaft „Bürgerkrieg und Krieg nach außen, Schreckensherrschaft, Entzug aller Rechte“. Er initiierte dann noch eine neue literarische Beilage „Denken und Leben“ unter seiner Leitung und eigenen Beiträgen ab Juli 1932. In der Ausgabe vom 17. Juli 1932 stellt er tiefsinnige Betrachtungen über „Das menschliche Antlitz“ (Buchbesprechung: Max Picard, Das Menschengesicht, 1929) und „Das Ebenbild Gottes“ an.
Überraschend wurde Kiefer, dessen Vertrag bis zum Jahresende galt, am 21. November 1932 aus der Redaktion entlassen. Vordergründig soll der Grund ein Streit mit Gerlich um ein Manuskript gewesen sein, dahinter steckten wohl tiefer liegende Rivalitäten. Offenbar hatte Waldburg-Zeil darauf gedrängt, Kiefer loszuwerden, der auf Gerlich einen „geradezu verderblichen Einfluss“ ausgeübt habe. Dies wiederum hatte anscheinend mit der Andeutung Kiefers zu tun, (wie im Jahr zuvor Gerlich) ebenfalls zum katholischen Glauben konvertieren zu wollen. Kiefer vollzog das noch im selben Jahr.
Für sein Restgehalt bis zum Jahresende strengte Kiefer noch einen Arbeitsgerichtsprozess gegen Gerlich an, ließ jedoch nach dem Regierungsantritt Hitlers am 30. Januar 1933 davon ab.

### Schweizer Exil – ab 1933
Nach der Machtübernahme der NSDAP in Bayern am 9. März 1933 – an diesem Tag wurde auch Fritz Gerlich verhaftet – wurde Kiefer von ihm bekannten SS-Führern (die SS stand in einem Konkurrenzverhältnis zur SA) gewarnt, es bestehe „höchste Gefahr“ durch Röhm.
Deswegen setzte er sich am 12. März 1933 in die Schweiz nach Basel ab, wohin ihm seine Frau drei Wochen später folgte.
Die Gemeindeverwaltung Gräfelfing ermöglichte ihnen, das gesamte Mobiliar nachzuholen, so dass auch die Kinder in das neue Domizil folgen konnten.
Um in Basel als politischer Flüchtling – nicht als Auswanderer – anerkannt zu werden und damit eine Arbeitserlaubnis zu erhalten, wandte er sich an den Basler Polizeichef Ludwig persönlich. Ebenso fand er später Kontakt zum Berner Chef der Fremdenpolizei Heinrich Rothmund. Die verlangten Nachweise finanzieller Unabhängigkeit erbrachte er mit der – unzutreffenden – Behauptung günstiger Verträge über Jahre mit deutschen Verlagen. Dies unterlegte er mit der Ansage, sein 1933 im Kölner Gilde-Verlag erschienenes Buch Augusta van Dorpe sei mit einem „Geleitwort“ von Thomas Mann erschienen, tatsächlich waren es aber nur zwei Sätze in einem Werbeprospekt. Außerdem berief er sich auf angebliche Angebote amerikanischer Verlage und solche für Verfilmung der "Augusta", beides jedoch abgelehnt habe.
Vor Jahresende 1933 veranlasste Kiefer den Bischof Ambühl von Basel-Lugano, zusammen mit seinen beiden Bischofs-Kollegen Vincenz von Chur und Scheiwiler von St. Gallen für seinen im Münchner Polizeigefängnis in „Schutzhaft“ befindlichen Ex-Chef, den als Staatsarchivar entlassenen Beamten Fritz Gerlich, einen Brief an den Nuntius Orsenigo in Berlin zu verfassen mit der Intention, Gerlich zum Weihnachtsfeste die Freiheit wieder zu geben oder ihm zu gestatten […] sich zur Erholung in die Schweiz zu begeben. Aus unbekannten Gründen gab Orsenigo diese Intervention jedoch nicht weiter. Ein Jahr darauf wollte Kiefer eine Biografie „Dr. Fritz Gerlich. Ein deutscher Märtyrer. Ein Lebensbild des am 30. Juni 1934 ermordeten großen deutschen Publizisten und Gelehrten aus der Feder eines seiner nächsten Mitarbeiter“ verfassen, doch diese blieb ungeschrieben.
In der Folge konnte er Artikel in mehreren Schweizer Zeitungen unterbringen und gewann bald Zugang zur Basler National-Zeitung. Er schrieb gegen den Nationalsozialismus, veröffentlichte auch Beiträge in der von Klaus Dohrn geleiteten Wiener Wochenschrift „Der christliche Ständestaat“. In der National-Zeitung berichtete er 1934 in einer Artikelserie über die politische Lage im Saargebiet. In Bezug auf die im Januar 1935 bevorstehende Volksabstimmung empfahl er die Beibehaltung des Status quo, d. h. die Fortsetzung der Verwaltung durch den Völkerbund – was die von der NS-Propaganda massiv beeinflusste Wählermehrheit dann allerdings ablehnte. Er beabsichtigte, eine Auswahl seiner Beiträge in einem Buch „Krieg um die Saar“ zu publizieren, hatte dafür bereits auch den Druckauftrag erteilt. Angesichts der Bedenken der Schweizer Zensurbehörden stoppte er am 7. Dezember 1934 den Druck, um das „Gastrecht“ nicht zu verletzen. Mit Erstattung des „entstandenen Schadens“ widerrief er acht Tage später den Auftrag endgültig. Den seitens der Druckerei bereits eingeleiteten Absatz einer „Restauflage“ im Saargebiet konnte er verhindern. Kurz darauf erschien ein Buch „Krieg um die Saar“ im Erasmus-Verlag Basel–Wien – anonym, doch aus einem Werbehinweis ist die Autorenschaft Kiefers abzuleiten.
Zu Weihnachten 1934 erhielt Kiefers Familie einen „großen Betrag“ aus einer Spende der Hilfsorganisation für deutsche Gelehrte.
Ab 21. Dezember 1935 bis 9. Mai 1936 gab er zusammen mit Friedrich Wilhelm Förster im Hachette-Verlag Paris eine Wochenschrift „Europa der Außenseiter“ heraus. Nicht als explizite Exil-Zeitung gedacht vertrat sie ein christlich-abendländisches Konzept und einen erneuerten Völkerbund. Im Feuilleton veröffentlichte Kiefer, der zwischen Basel und Paris pendelte, seine Novellen „Augusta Van Dorpe“ (1933) und „Der Greis ohne Gott“ (1927), letztere unter dem Mädchennamen seiner Frau.
Zwar wuchs mit den Aktivitäten für „Europa“ sein Bekanntheitsgrad, doch die Herausgabe der Zeitschrift war für ihn ein finanzielles Fiasko und brachte auch den Schicksalsgenossen Heinrich Ritzel, der als vormaliger Saarländischer Polizeikommissar den Vertrieb in der Schweiz betreute, in Schwierigkeiten. Ritzer organisierte deshalb über die Katholische Flüchtlingshilfe (Caritas) eine Spendenaktion für die „notleidende zehnköpfige Familie“, an der sich unter anderem Thomas Mann, Hermann Hesse und Nationalrat Albert Oeri von den Basler Nachrichten beteiligten.

### Der Opportunist
Wegen „Artikel[n] deutschfeindlichen Inhalts“ in der – inzwischen eingestellten – „Europa“ wollte der NS-Polizeichef Himmler Kiefer im Oktober 1936 durch Innenminister Frick ausbürgern lassen. Das Konsulat in Basel bestätigte am 22. Februar 1937, dass Kiefer seit 1933 wegen politischer Betätigung beobachtet werde, aber Jüngst habe er jedoch versichert, dass er sich gegenüber dem Nationalsozialismus „geirrt“ habe und nun die „großen Leistungen“ der Hitler-Regierung anerkenne. Er sei deswegen von „jüdischen und Emigrantenkreisen“ als „Gestapo-Agent verdächtigt“ worden. Unter der Bedingung, Kiefer weiter „beobachten“ zu lassen, gab sich Himmler damit vorläufig zufrieden. Er wiederholte aber den Ausbürgerungsantrag wegen NS-kritische[r] Äußerungen in einem von der Gestapo „erfassten“ Brief Kiefers vom 26. Oktober 1937 an Hans Heinrich von Thyssen, doch Kiefer konnte diese „Panne“ irgendwie zurechtbiegen.
Im Frühjahr 1938 beantragte Kiefer die dauernde Niederlassung in der Schweiz und belegte dafür seine Finanzlage: Der Salzburger Pustet-Verlag würde einen zu Drei-Vierteln fertigen Roman von ihm drucken – der erhielt aber kein Manuskript –, der Ständerat und Schuhfabrikant Iwan Bally zahle ihm jährlich 4.000 sfr und für weitere „belletristische Beiträge“ erwarte er 2.000 sfr. Nach der nochmaligen Versicherung, nicht mehr „gegen Deutschland zu arbeiten“, erhielt er im März 1938 die „unbefristete Niederlassungserlaubnis“ für sich, seine Frau und vier seiner Kinder – die übrigen vier waren im Reich berufstätig.
Ende August 1938 gab Kiefer im Konsulat in Basel eine Loyalitäts-Erklärung gegenüber dem „neuen Deutschland“ ab. Frick, den er darüber vorab informiert hatte, hatte bereits 1937 durch einen gemeinsamen Bekannten, den Münchner NSDAP-Richter Rudolf Schmid, Briefe Dietrich Eckarts († 1923) an Kiefer für 1.750 sfr (in einem Wiedergutmachungs-Antrag gab Kiefer 1953 dafür die Summe von 6.000 sfr an) erworben, um sie Hitler zu schenken.
Um sein „dichterisches Schaffen aufnehmen“ zu können, will Kiefer Ende 1938 von Frick ein „persönliches Darlehen“ von 3.000 Reichsmark erhalten haben. Außerdem registrierten inzwischen Nachbarn Kiefers dessen Sympathie für das Hitlerregime. So wurde er, nachdem Frick in Abstimmung mit Himmler das bereits eingeleitete Ausbürgerungsverfahren im September 1938 eingestellt hatte, ein „normaler“ Auslandsdeutscher. In seinem Dankschreiben an Himmler erwähnte er, dass er in Emigrantenkreisen als deutscher Spitzel „überwacht und verdächtigt“ werde. Sein nunmehriger Status erlaubte es ihm, mit seiner Frau ins Reich zu reisen und dort – neben Familienbesuchen – auch Kontakte zu einem kleinen Kreis von Offizieren aufzunehmen, die Hitlers Aufrüstungspolitik zur Erreichung seiner Kriegsziele ablehnten. Sein Seitenwechsel verursachte einen lange anhaltenden ‚Emigrantenstreit‘ mit seinem vormaligen Gefährten Ritzel mit persönlichen Beleidigungen sowie gegenseitigen Denunziationen und Verleumdungen bei der Schweizer Fremdenpolizei. Trotz dreimaliger schriftlicher „Ehrenerklärungen“ konnten die Differenzen nicht ausgeräumt werden.
Im Frühjahr 1938 hatte Kiefer in Neue Welt bei Basel ein Einfamilienhaus mit Garten bezogen, eingetragen auf den Namen seiner Ehefrau Maria Theresia Kiefer und wohl mitfinanziert durch einen seiner im Kriegsdienst der Wehrmacht stehenden Söhne.
Durch Fricks Begründung für die Verfahrenseinstellung (wegen seines „Ansehens als Schriftsteller“) sah Kiefer sich wieder in die „deutsche Volksgemeinschaft“ aufgenommen. Er wollte seine frühere „Gegnerschaft gegen das neue beziehungsweise ewige Deutschland“ […] „Wiedergutmach[en]“, habe einen „überaus bedeutungsvollen“ geheimen Auftrag erhalten und dafür „viel versprechende[] Verhandlungen mit großen Verlagen“ abgebrochen. Die neue Aufgabe habe weit mehr als die vorgesehenen zwei bis drei Monate beansprucht und ihm zusammen mit größeren Reisen einen Verlust von 10.000 sfr verursacht. Für eine solche geheime Tätigkeit gibt es jedoch keinen Beleg.

### Pro Widerstand – 1938/39
Durch seinen früheren ‚Adjutanten‘ (1921/22 beim Freikorps) Ludwig Gehre erfuhr Kiefer im Herbst 1938 von Umsturzplänen von Offizieren der militärischen Abwehr (Wilhelm Canaris, Hans Oster u. a.) mit dem Ziel, einen befürchteten Kriegsbeginn zu verhindern. Kiefer beteiligte sich jedoch nicht an dieser misslungenen „Septemberverschwörung“, die durch das Münchner Abkommen vom 29. September 1938 – zunächst – ohnehin obsolet geworden war.
Nach erneutem Drängen aus Kreisen der „militärischen Widerstandsbewegung“ erklärte er sich im Sommer 1939 zur Mitwirkung bereit. Für ihn ging es darum, einen Krieg um Danzig als Beginn eines europäischen Krieges zu verhindern. Er sollte (nach Treffen mit Offizieren in Freiburg, München und Bern) Kontakt zu „zuverlässigen und ernsthaften Persönlichkeiten der Emigration“ als quasi ‚Ministerreserve‘ einer künftigen („geleiteten“) Demokratie herstellen, einer ohne Juden gebildeten Regierung. Weiter sollte Kiefer über Johannes Maier-Hultschin, den Leiter der Kattowitzer Wochenschrift „Der Deutsche in Polen“,
ein Treffen in Zürich zwischen dem vormaligen Senatspräsidenten von Danzig Hermann Rauschning, der sich nach Paris abgesetzt hatte, mit dem französischen General Gamelin arrangieren. Dabei sollte eine Zusage der Westmächte, bei einem Staatsstreich gegen die NS-Führung militärisch „still zu halten“ und territoriale Revisionsforderungen des Reiches anzuerkennen, angestrebt werden.
Zur Vorbereitung dieses Treffen traf sich Kiefer in Begleitung eines Majors am 17. Juni 1939 im polnischen Zakopane mit Maier-Hultschin und dessen Begleiter Karl Schapper, wobei als Termin für das Treffen mit dem General in Zürich der 15. Juli 1939 festgelegt wurde. Schapper informierte daraufhin Rauschning in Paris von dem Ergebnis des Vierergesprächs. Rauschning war erbost über die Eigenmächtigkeit Maier-Hultschins, nannte Kiefers Aktion eine „üble Gestapofalle“ und unterstellte ihm „Spitzeldienste für die Reichswehr und die Gestapo“. Möglicherweise durch Rauschening und/oder Ritzel erhielt die französische Polizei einen Hinweis auf das geplante Treffen, wonach die Stadtpolizei Zürich einen der Teilnehmer (wohl Kiefer) verhaftete, der dann für zwei Wochen ins Gefängnis kam. Schapper wurde am 9. September 1939 in seinem Wohnort Niederbreisig verhaftet und nach einem Volksgerichtshofurteil am 1. Februar 1941 in Plötzensee hingerichtet. Im Herbst 1939 hielt sich Kiefer zusammen mit seiner Frau im Reich auf und will sich dabei in Berlin für KZ-Insassen eingesetzt haben.

### Quo vadis, Wilhelm?
Dem neuen Leiter des Polizeidepartements Basel-Stadt, Burkardt, waren die Aktivitäten Kiefers im Reich suspekt und er wies – obwohl es keine Belege für eine nachrichtendienstliche Tätigkeit Kiefers gab – am 20. Mai 1940 Kiefer und seine Frau „wegen Missachtung von Ordnungsvorschriften und Missbrauch des Gastrechts“ aus der Schweiz aus. Kiefer ging dagegen an mit einer Briefflut an Behörden und Politiker, darunter Bundespräsident Pilet-Golaz, wobei er die Entscheidung als „Rechtsbruch“ bezeichnete, und bekam nach Weisung aus Bern Recht. Allerdings wurde er als „unerwünschter Ausländer“ weiter von der Fremdenpolizei überwacht.
Bei einer weiteren sechswöchigen Reise ins Reich Im September/Oktober 1940 verschaffte er sich Einblicke in die Kriegswirtschaft und war von der militärischen Schlagkraft beeindruckt, einen Sieg der Engländer schloss er demnach aus. Inzwischen gab Kiefer an, dass er die Schweiz wie ihm nahegelegt worden war „in Frieden und Freundschaft“ „loyal und anständig“ verlassen werde, jedoch müsse er zuerst sein Haus in Neue Welt verkaufen. In den folgenden Monaten erhielt er von der deutschen Gesandtschaft in Bern eine Wiedergutmachung für seine „nationalen Verdienste“, allerdings nur Bruchteile der geforderten Summe, so dass er wieder in schwere finanzielle Nöte kam.
In einem seiner Briefe an Joseph Wirth behauptete Kiefer 1945, im Frühjahr 1941 über die Generäle von Greim und Jodl zwei Denkschriften an Hitler gerichtet zu haben, in denen er vor einem Krieg mit „Sowjetrussland“ gewarnt und die „verhängnisvolle Vormachtstellung“ der NSDAP beklagt habe. Er habe eine Kommission gefordert, um „die Unschuldigen und Ungefährlichen“ in Konzentrationslagern freizulassen.
Bei dem mit ihm seit 1933 bekannten Chef der Fremdenpolizei Rothmund protestierte Kiefer erfolgreich gegen einen in der Schweiz ausgestrahlten Londoner Rundfunksender wegen dessen „jüdische[r] Emigrantenpropaganda“ und „üble[n] bolschewistische[n] Lügen“.
Am 8. Juli 1941 erbat das Auswärtige Amt vom Reichssicherheitshauptamt (RSHA) Informationen über die Rolle Kiefers bei den Vorgängen im Herbst 1939 (Treffen Rauschning mit Gamelin) mit dem Ziel, die Forderungen Kiefers an die Gestapo zu übertragen. Erst am 8. April 1942 kam von dort – nach mehreren Erinnerungen – lediglich die telefonische Auskunft, dass sich Kiefer seit zwei Wochen in Gestapohaft befinde, ohne Hinweis auf deren Grund und seinen Aufenthaltsort. Kiefer meinte, die Gestapo habe ihn über das Basler Konsulat in eine „üble Falle“ gelockt. Offenbar aber war im RSHA erst jetzt Kiefers publizistische Tätigkeit bis 1936 gegen den Nationalsozialismus aufgefallen. Während der Haft in Freiburg – fünf Wochen für ihn und elf Tage für seine Frau – fürchtete er ständig seine Ermordung. Seine Freilassung rechnete er einerseits dem Tod einer seiner Söhne, der vor Moskau gefallen war, andererseits Hitler selbst – der ihn ja seit 1920 kennen sollte – zu.
Kiefer wollte möglichst vermeiden, dass seine Verhaftung bekannt wurde, und ebenso, dass deswegen seitens der Schweiz diplomatisch interveniert wurde; ansonsten „drohte“ er mit späteren Veröffentlichungen.
Bereits seit 1938 verfolgte die Schweiz eine antisemitische Haltung in ihrer Flüchtlingspolitik, die schließlich darin mündete, 1942 jüdischen Flüchtlingen Asyl generell zu verwehren. Kiefer befürchtete, dass auch ihm deren „ungewisses Schicksal“ widerfahren könnte und wollte alle Umstände seiner Verhaftung erfahren, seinen „Fallensteller“ machte er jedoch nicht ausfindig. Erstaunlicherweise ließen sich die Leiter der Fremdenpolizei Ludwig und Rothmund sowie zwei Bundespräsidenten auf seine vielfachen Beschwerden ein, anscheinend nur, weil sie um den Ruf der Neutralität der Schweiz fürchteten. Sie hielten ihn für einen ranghohen Angehörigen der Gestapo oder der militärischen Abwehr.
Umgekehrt rätselten auch deutsche Diplomaten in Bern und Basel über Kiefers Aktivitäten mit möglicherweise geheimdienstlichem Bezug. Ende 1942 forderte er 8000 Reichsmark Erstattung von angeblich für „Zwecke des Reiches“ nicht spezifizierte Ausgaben. Abschließend antworte ihm der Berner Gesandte Köcher am 17. März 1943 auf „unbegründete Beschwerden“; Kiefers Reaktion ist nicht belegt, aber vorstellbar.
Sensationell erscheint seine kaum glaubhafte Behauptung, Himmlers Spionage-Chef Walter Schellenberg habe ihn einmal in der Schweiz besucht, denn dieser wurde bei seinen drei Schweiz-Reisen 1942/43 immer vom Sicherheitsdienst begleitet. Ein Besuch in Neue Welt wäre ein Indiz für Kiefers hohen Rang in der Gestapo gewesen.
Unter Schweizer Bürgern machte sich Kiefer immer mehr unbeliebt. Anfang Dezember 1944 beklagte ein Leser in der Basler National-Zeitung, Kiefer habe sich von einem „rabiate[n] Nazifresser“, der Emigrantenunterstützung bezogen habe, in einen „ebenso rabiate[n] Verteidiger“ des NS-Regimes gewandelt seine Umgebung mit NS-Parolen terrorisiert. Ein anderer Leserbeitrag vom 20. Januar 1945 bezeichnete Kiefer „noch heute“ als „fanatische[n] Nazi“.
Kiefer selbst bestätigte dieses Meinungsbild im Februar 1945 durch seine Behauptung, „alle Greuelmeldungen“ über das NS-System seien „grundsätzlich widerlegt“, und seine Verteidigung von Geiselerschießungen, die in der Presse zu lesen waren. Dazu passte seine Beschwerde bei der Fremdenpolizei vom 20. März 1945 über öffentliche Angriffe (auf seine Person) sowie wegen Beschimpfung des Staatsoberhauptes des Reiches durch einen Schweizer Bürger.

### Ausweisung aus der Schweiz – 1945
Der als „undurchsichtige Persönlichkeit“ geltende „äußerst unbequeme[] Querulant“ Wilhelm Kiefer, der jahrelang seine freiwillige Ausreise verzögert hatte, kam am 29. Mai 1945 auf eine Ausweisungsliste des Bundesrats mit 269 Personen. Vehement wehrte er sich gegen die drohende Ausweisung mit einer Vielzahl von Protesten bis hin zu Bundespräsident Eduard von Steiger.
Nachdem sich die Schweiz auf Druck der Alliierten im Currie-Abkommen am 16. Februar 1945 verpflichtet hatte, die deutschen Vermögenswerte und Guthaben in der Schweiz zu sperren, hatte er dabei den Verlust seines gesamten Vermögens zu befürchten.
Mit einem Trick – einer ‚Notlösung‘ durch Übergabe an einen Treuhänder – suchte Kiefer das 1938 erworbene Haus zu retten. Dazu übereignete er es Ende Juni 1945 durch Übergabe der Hypotheken von rd. 38.000 sfr seiner Schwiegertochter in spe, der Schweizerin Maria Wegmann, Sekretärin in Basel, die mit seinem Sohn Hans Kiefer, arbeitsloser Chemiker in Zürich, verlobt war. Wegen seiner Ablehnung des Nationalsozialismus hatte dieser sich seinen Eltern längst entfremdet und wollte in der Schweiz bleiben.
Als Kiefer die Ausweisung als unausweichlich erkannte, wandte er sich im August 1945 in fünf Briefen an das Vorstandsmitglied der Arbeitsgemeinschaft „Das Demokratische Deutschland“ Ex-Reichskanzler Joseph Wirth, von dem er sich Unterstützung dafür erhoffte, nicht in die französische Zone (Baden), sondern in die US-Zone (Bayern) abgeschoben zu werden. Dabei meinte er, Hitler sei zu einer „tragischen Gestalt der Weltgeschichte“ geworden, die sich dem Urteil der Mitwelt entzöge. Und da er, Kiefer, das „Heil“ aus der „Tiefe des deutschen Volkgeistes“ erwarte, sei sein Mitwirken als Autor daran unverzichtbar. Er habe dafür bereits einen druckfertigen Roman „Der Pater“ in der Schublade, der „großen Erfolg“ versprach – den Roman gab es nie. Und Wirth antwortete auch nicht.
Am 10. September 1945 musste Kiefer mit seiner Frau – mit größerem Gepäck – die Schweiz über die Grenze Koblenz–Waldshut in Richtung Detzeln verlassen. Dort war ein französisches Internierungslager für die nächsten Wochen ihre Bleibe.
In dieser Zeit schickten die Junioren über eine Mittelperson noch Kleidung und Wäsche über die Grenze, außerdem Teile oder die gesamten 3.000 sfr, die Kiefer für drei noch rechtzeitig an eine Basler Bank verpfändete Ölbilder erhalten hatte.
Die weitere Lebensgrundlage hatten sich Kiefer und seine Frau von der Verwertung ihres „Treuhandguts“ erhofft, entweder durch Vermietung oder Verkauf des Hauses zu ihren Gunsten. Doch die neuen Hausbesitzer (Kiefer nannte sie „Hausbesetzer“) sahen sich nicht als „Treuhänder“, sondern als rechtmäßige Eigentümer. Es kam zu einem erbitterten Streit mit üblen Beleidigungen. Ende 1948 verkauften dann Hans und Maria Kiefer (inzwischen Eheleute mit Kind) das Haus mit solchem Gewinn, dass sie damit die Grundpfandschulden ablösen und die Überfahrt nach Brasilien bezahlen konnten, wohin sie auswanderten. Kiefers 1950 angestrengte Klage gegen die ‚ungetreuen‘ Junioren wurde im August 1951 abgewiesen.
Nach dem Lageraufenthalt in Detzeln kam das Ehepaar Kiefer bei einem weitläufigen Vetter nahe Waldshut unter, ab Dezember 1945 bei einem anderen Cousin auf dem zu Detzeln gehörigen Hof Tierberg, dessen Besitzer als ehemaliger NSDAP-Kreisleiter verhaftet war. Im Juni 1946 zog das Paar nach Trillfingen, der Heimatgemeinde von Maria Theresia Kiefer.

### Neuer Rechtsaußen
Die „allgemeine Katastrophe“ 1945, wie er sie 1953 nannte, entlockte ihm weder irgendwelche Kommentare, noch war sie ihm Grund für ein Umdenken.
Vielmehr suchte er Kontakte zu Dichtern „von nationaler Denkart“, wie Wilhelm Schäfer, zu knüpfen, die sich wie er als „Opfer“ der Siegermächte fühlten. Denn er hielt es (am 13. November 1945) für seine Aufgabe, sich zu besinnen, wie er „unserem geschlagenen und verwirrten Volke helfen und dienen“ könne.
Die Vorbereitung auf diesen Dienst sah er darin, im Verlauf des Jahres das „ganze neu erschienene Schrifttum“ zu studieren, fand darin aber außer den „Enthüllungsschriften über die Konzentrationslager“ nur „gegenstandsloses Geschreibsel“. Kiefer wollte die neuen „Opfer“ vor der Willkür „politische[r] Narren, die nicht weniger unfähig sind wie die schlimmsten der Abgetretenen“, bewahren. Noch immer rechtfertigte er Hitler, nur hätte der sich in den Mitteln vergriffen.
Verurteilte (später begnadigte) Kriegsverbrecher wie die Generalfeldmarschälle Albert Kesselring und Erich von Manstein hielt er für „verfolgte[] deutsche Patrioten“, deren er sich bis in die frühen 1950er Jahre angenommen haben will, und NS-belastete Schriftsteller wollte er als „geistige Führer der Nation“ für neue Formen von Gemeinschaftsarbeit mittels einer Wochenzeitung gewinnen. Er forderte die „Wiederherstellung des Rechtsstaats“, Beendigung der „politischen Rechtsprechung“, Generalamnestie für NSDAP-Mitglieder, Nichtanerkennung der Urteile des Nürnberger Gerichtshofs und Übergabe der „NS-Verbrecher“ an ordentliche Gerichte.
Mit dieser Zeitschrift einer „Nationale[n] Opposition“ – für die er letztlich keine Mitstreiter und keinen Verleger fand – sollte eine „vaterländisch-sittliche[] Fundierung“ bewirkt, das Gespräch mit dem Osten offengehalten und verhindert werden, dass die neue Bundesrepublik dem Atlantikpakt beiträte. Er hielt den „Gesinnungsterror bei uns“ für schlimmer als den in der NS-Zeit.
Die Gattin des Ex-SS-Chargen von Hohenzollern-Emden Maria Alix will Kiefer im Dezember 1950 zu Papst Pius XII. ‚geschickt‘ haben, damit dieser sich für die zum Tode verurteilten Häftlinge in Landsberg einsetze. In Rom, wo er sich dafür offenbar selbst aufhielt, will er die Prinzessin zum NS-freundlichen Bischof Alois Hudal ‚weitergeschickt‘ haben. Wegen dieses achtwöchigen Einsatzes sei er nicht zum Schreiben gekommen, klagte er Schäfer am 15. Dezember 1950.
Die von Schumann und Adenauer verfolgte Idee eines geeinten Europa lehnte Kiefer ab, er setzte sich stattdessen für eine „Idee des Volkstums“ ein. Er half ab Herbst 1950 bei der Gründung einer „Staatspolitischen Gesellschaft“ aus ‚nationalen‘ Persönlichkeiten. Statt der vom Strafverteidiger Rudolf Dix vorgeschlagenen wollte er für ihn „markantere“ Namen wie der Altnazis Carl Schmitt und Martin Heidegger darin maßgeblich beteiligt wissen. Offenbar hat er – jedoch ohne Einfluss – um 1950/51 in einer „Bruderschaft“ vormaliger NSDAP- und SS-Größen mitgemischt.
Kiefer war 1951/52 auch in die Naumann-Affäre verstrickt, wobei durch Unterwanderung der FDP ein Staatsstreich gegen die BRD geplant war.
Die britischen Besatzungsbehörden verhinderte deren Ziel, die "Wiederergreifung der Macht in Westdeutschland", und verhafteten eine Anzahl der Verschwörer um Werner Naumann und andere frühere NS-Größen. Kiefer, von den Briten als „Rechtsextemist“ eingestuft, relativierte seine vorherige Belobigung Naumanns, dessen Vorgehen die „nationale Opposition“ weiter zersplitter[t] hätte.
Kiefer sah 1952/53 in dem FDP-Politiker Pfleiderer, der die Hallstein-Doktrin ablehnte und als Alternative zur Westbindung die Idee eines wiedervereinigten neutralen Deutschland mit eigenen Streitkräften propagierte („Pfleiderer-Plan“) und damit unter allen Abgeordneten isoliert dastand, einen potentiellen Mitstreiter und lud ihn zu einem Treffen mit anderen ‚Rechtsaußen‘ in Heidelberg ein. Weil dies nicht zustande kam, stellte er ihm sein Konzept zur Sammlung der Kriegsgeneration und idealistisch gesinnter ehemaliger Nationalsozialisten, einer „wirklichen Elite innerhalb der Nation“ vor und wollte ihn damit für seine neue „Staatsform“ gewinnen – vergeblich. Pfleiderer seinerseits gab seine Abgeordnetentätigkeit auf und wurde im Sommer 1955 Botschafter in Jugoslawien.
Mit demselben Konzept zur „Sammlung der Kriegsgeneration“ und dem Beklagen der politisch vergifteten Atmosphäre überall in Deutschland versuchte Kiefer es am 29. April 1953 bei Joseph Wirth, bekam aber auch von diesem keine Antwort.
Für seine „nationale Arbeit“ suchte Kiefer 1954 Schriftsteller in und außerhalb seines Bekanntenkreises, auch frühere NSDAP-Mitglieder, als Mitarbeiter für eine „Literarische Beilage“ der Deutschen Soldaten-Zeitung, um solchen „politisch heimatlos“ gewordenen „deutschen Dichtern und Schriftstellern eine Heimstätte“ zu schaffen. Er habe 1938 im Exil sein „Vaterland wieder gefunden“ und hadere nicht mit Hitler „und seinem widrigen Geschick“, schrieb er an Josef Magnus Wehner. Das Vorhaben blieb wieder ergebnislos.
Daraufhin wollte er den Adenauer-kritischen Professor Heinrich Brüning gegen die Westbindung der BRD instrumentalisieren, doch dieser lehnte die Zusammenarbeit ab, nachdem der NRW-Landespressechef Mayer-Hultschin auf seine Anfrage Kiefer als „politisch immer labil“ beurteilt hatte.

### Deutsch-Russische Gesellschaft – 1955 bis 1965
Am 25. Januar 1955 hatte die Sowjetunion – drei Jahre nach den Westmächten – den Kriegszustand mit Deutschland für beendet erklärt, ein Ansporn für verschiedene Kreise unterschiedlicher Couleur, sich zum Erreichen der Wiedervereinigung für Neutralität einzusetzen.
Der Gründer der national-neutralistischen Dritte Front Wolf Schenke erwähnt in seinen Erinnerungen ein für 10. Februar 1955 von ihm organisiertes Treffen führende[r] Oppositionspolitiker und prominente[r] Gegner der Westverträge in Bad Godesberg mit 19 Teilnehmern, wobei Kiefer nicht in der Namensliste steht. Dieselbe „Kundgebung“ gegen die Annahme dieser Verträge im Bundestag will allerdings Kiefer mit 30 Teilnehmern – ohne den Namen Schenke – vorbereitet haben. Die Schuld an dem Misslingen gibt er dem FDP-Mann Reinhold Maier, weil der am 26. Februar in die USA gereist sei, statt die verabredete Erklärung gegen die Verträge im Bundestag vorzutragen, damit seien all seine „unendliche[n] Mühe[n]“ und „persönlichen Opfer[]“ umsonst gewesen.
Daraufhin spezifizierte Kiefer seine Pläne: Er sah die Lösung in der Gründung einer „Deutsch-Russischen Gesellschaft“ [] als Beitrag für eine Verständigung mit der Sowjetunion zur Wiedervereinigung. Sie sollte jedenfalls unabhängig und unbeeinflusst von der 1950 in der DDR gegründeten DSF sein. Ziel war die „Verständigung mit dem Osten“, ohne „uns jedoch in eine Gegnerschaft gegen den Westen zu bringen“.
Für die Leitung der von ihm propagierten „nationalen Opposition“ suchte er am 14. September 1955 unter Bezugnahme auf Joachim von Ostau und Hermann Rauschning den BAT-Chef Ernst Frhr. von Reitzenstein zu gewinnen. Er erklärte ihm, dass er nach dem Scheitern der missglückten Februar-Aktion auf Anraten von Hjalmar Schacht zunächst untätig geblieben sei und nun selbst seinen Einsatz zugunsten „verfolgter Kameraden und lauterer Patrioten“ beendet habe, da er mit Hilfe eines „bedeutenden württembergischen Zeitungsverlegers“ vor der Herausgabe einer „großen repräsentativen Wochenzeitung“ stehe. Er habe es dabei abgelehnt, ein „ausgesprochen katholisches Organ“ gegen den „Rheinischen Merkur“ zu gründen. Die „große Wochenzeitung“ erschien – natürlich – nicht.
Weil ihm der im Mai 1953 verstorbene Ex-Botschafter Rudolf Nadolny vordem „nahegelegt“ habe, für seinen „Kampf um die Wiedervereinigung“ den Initiator des „Godesberger Kreises“ Reichsminister a. D. Andreas Hermes (CDU) zu aktivieren, nahm er mit diesem Skeptiker der Westbindung, der damals die „Gesellschaft für die Wiedervereinigung“ mit leitete, eine Woche darauf unter Beifügung seines Standardlebenslaufs Kontakt auf. In „mühevoller Kleinarbeit“ habe er einen „politisch völlig unabhängigen Arbeitskreis“ aufgebaut und mit ihm eine Konzeption entwickelt, Reinhold Maier sei jedoch vor der Bekanntgabe ihrer „ersten Aktion“ in Godesberg am 26. Februar 1955 zurückgeschreckt. Außerordentlich bedauerte er den Rückzug Brünings nach dem Echo seines „glänzenden Vortrags“ vom 2. Juni 1954. Er wollte Hermes für sein Projekt gewinnen, jedoch ohne bereits den Begriff „Deutsch Russische Gesellschaft“ zu benutzen.
Alsdann schickte er dem BAT-Chef am 26. September 1955 eine Analyse und Wertung des Adenauer-Besuchs vom 9.–13. September 1955 in Moskau mit der impliziten Aufforderung, die Gründung einer „Deutsch-Russischen Gesellschaft“ voranzutreiben. Angefügt war eine Liste mit 44 Namen, darunter 11 Parlamentarier, insgesamt 29 aus Wirtschaft, Gewerkschaften und Verlagswesen sowie vier „unabhängigen Persönlichkeiten“, darunter E. von Reitzenstein und A. Hermes, jedoch ohne seinen eigenen Namen. Doch Reitzenstein hielt in seiner Antwort vom selben Tag die Gründung der Gesellschaft für verfrüht. – Zur Gründung einer „Deutsch-Russische[n] Gesellschaft“ (DRG) (nach der Deutsch-Russländischen 1962 – s. u.) kam es erst 1974 in Hamburg – Morsey nennt hierzu das Jahr 1958 [!?] – nach Kiefers Aktivzeit.
Im Fortgang seiner Planspielerei suchte er für die Leitung seiner „Deutsch-Russischen Gesellschaft“ abwechselnd Andreas Hermes oder Thomas Dehler (FDP) oder auch Gustav Heinemann (damals noch GVP) zu gewinnen, dem er im Dezember 1956 den Eintritt in die FDP statt in die SPD angeraten haben will. Letzteres habe jedoch Reinhold Maier – für Kiefer „kein Politiker“ – nicht gewünscht, wie Kiefer am 27. Januar 1958 an Dehler schrieb. Auch diesem vermittelte er seinen bekannten Lebenslauf und regte ein Gespräch über das „ganz Außerordentliche“ an, das mit seinem Einsatz geschehen müsse, „um unser Vaterland vor der dritten Katastrophe zu warnen“. Für Kiefer wurde der fränkische FDP-Politiker Dehler, der inzwischen bereits im „politischen Abseits“ stand, nach einem Gespräch in Bonn zum idealen Korrespondenzpartner. Mit ihm wollte er am 26. März 1958 die Zukunft der FDP nach der Bundestagswahl 1957 (7,7 Prozent Stimmenanteil) besprechen, denn daran hinge das „deutsche Schickal“, wiewohl er selbst nicht Mitglied sei. Ohne Dehler gegenüber den gescheiterten Versuch von 1955 zu erwähnen, informierte er diesen „ganz vertraulich“ über seine geplante „Deutsch-Russische Gesellschaft“, zu deren Gründungsausschuss neben Dehler weitere 19 Politiker und Ex-Botschafter, u. a. Ernst Rowohlt und Ulrich Noack, aber keine „osthörigen“ oder „ostgesteuerten“ Leute gehören sollten. Für Rowohlts Verlag wolle er ein Buch über das deutsch-russische Problem schreiben – was er dann wieder nicht tat.
Nachdem er Heinemann für seine „Notgemeinschaft“ nicht begeistern konnte, versuchte er es am 21. Januar 1959 erneut mit Dehler, wobei er für die Anerkennung der DDR und für den Widerstand gegen eine Atombewaffnung plädierte. Er wolle auf einer baldigen Rundreise für die „Deutsch-Russische Gesellschaft“ werben, nun sei auch Hermes dabei und wolle „einige bekannte Persönlichkeiten einbringen“. Nach einem Gespräch mit Dehler Ende März 1959 sagte dieser für den Gründungsausschuss zu. Als Hermes nach seiner positiven Äußerung dann nicht weiter aktiv wurde, beklagte er sich bei diesem am 24. August 1959 über den schleppenden Fortgang der Sache, was ihn „zu strapazieren“ begänne. Er stehe bei Rowohlt in der Pflicht und bekäme nun – nach einer Veröffentlichung im Vorjahr – immer mehr Aufträge für schöngeistige Literatur. Käme es nicht zur Gründung der Gesellschaft, würde er seine „politische Tätigkeit“ beenden.
Da aber aus seiner Sicht eine „Wende“ in Bonn dringend geboten war, drängte er den Unionspolitiker, den Vorsitz der Gesellschaft zu übernehmen, wobei er dessen Einfluss überschätzte. Für sich selbst suche er „nichts“. Hermes jedoch warnte am 9. September 1959 vor einem voreiligen Schritt. Das passte Kiefer nun gar nicht, denn inzwischen hatten sich der Berliner CDU-MdB Ferdinand Friedensburg und der SPD-MdB Ernst Wilhelm Meyer in seine [!] „Sache“ eingeschaltet und sich die „Schlüsselpositionen“ in einer „Deutsch-Russischen Gesellschaft“ gesichert.
Kiefer indes hielt den verbandsseitig vernetzten Hermes für den Geeignetsten als Vorsitzender und flehte den 81-Jährigen geradezu an, seinem Plan zuzustimmen. Sein eigener Ehrgeiz läge auf dem „literarischen Feld“, weshalb er „in der Politik nie etwas [] werden“ wolle – Morsey meint: „aber gern mit[]mischen“. Hermes teilte (in seiner Antwort vom 8. Januar 1960 auf Kiefers Schreiben vom 31. Dezember 1959) „in gewissem Umfange“ Kiefers Sorge, hielt aber den Zeitpunkt für die Publikation des Werkes, dessen Planung „wir [!] bisher erarbeitet haben“, [] weiterhin nicht für günstig.
Besonders frustrierend und als Überrumpelung empfand er die zwei Tage zuvor durch Friedensburg, Meyer und Wilhelm Rauber (Verbandsfunktionär in Bonn) verschickte Einladung zu einer „Gründungsversammlung“ (sie wurde auf Hermes‘ Intervention hin zu einer „Vorbesprechung“ umgewidmet) am 26. Januar 1960 in Bonn – ohne ihn im Teilnehmerkreis. Hatte ihm Meyer doch zuvor versichert, dass er „selbstverständlich in leitender Funktion“ in die Gesellschaft „eingebaut“ werden müsse, und wie viel Mühe und Geld er persönlich dafür „geopfert“ habe.
Dehler übermittelte er am 7. Februar 1960 die ihm bekannt gewordenen Informationen daraus. Speziell die für den Vorstand vorgesehenen Personen – Otto Fürst von Bismarck, Werner Conze und Ewald Bucher – waren für ihn inakzeptabel. Und sowohl Dehler wie Heinemann, die er „schon vor Jahren für die Sache gewonnen habe“, seien nicht eingeladen worden. Gegen ihn selbst, den Initiator der Gesellschaft seien Gerüchte über seine „Integrität“ wegen seiner „verschiedensten Positionen in der Abwehr“ (!) in Umlauf gesetzt worden, um ihn „loszuwerden“.
Trotz seiner Aufregung über seine Ausbootung hielt er sich eine Hintertür offen für ein Mitwirken im Sekretariat der Gesellschaft, so sie von Hermes geleitet würde. Am 22. Februar 1960 brachte er sich erneut ins Spiel, diesmal unter der Prämisse von Dehler als Präsident, wozu ihn seine jungen Freunde um Julius Steiner gedrängt hätten. Nach einem Gespräch von Hermes mit Chruschtschow wechselte er am 20. Mai 1960 wieder auf diesen, weil er glaubte, damit „die Dinge atmosphärisch für uns zu wenden“. Angesichts der ungeklärten internationalen Lage blockierte Hermes erneut, worauf dieser entscheiden sollte, ob er, Kiefer, sich aus der Politik, in der er keine Rolle spiele, zurück[]ziehen oder „im Verein mit hervorragenden Männern“ doch weitermachen soll.
Im August 1960 tischte er abwechselnd Dehler und Hermes wieder seine politischen Planspiele und deren Fehlschläge auf und verwies dabei auf seine „jüngeren Freunde“, die auf eine Verbesserung der deutsch-russischen Beziehungen drängten. Erneut forderte er am 7. September von Hermes eine Anweisung, was er „zu tun habe“, da „man“ zwei Bücher von ihm erwarte.
Schließlich kritisierte er gegenüber Heinemann den „Kurswechsel“ der SPD mit ihrem Godesberger Programm, mokierte sich über den „Filmstar Willy Brandt“ an der Spitze und klagte, dass Rauber, Meyer und Friedensburg sein Projekt „kaputt“ gemacht hätten. Heinemann solle die in der Luft liegende Wende anstoßen und ihm am 20. September 1960 eine „vernünftig durchdachte Aktion“ liefern, andernfalls gehe er „ins Ausland“, er wolle nicht in einem Volke leben, „das an seiner Dummheit zugrunde gehen“ müsse.
Gleichzeitig regte er Hermes und parallel Dehler zum Start einer „Aktion unabhängiger Persönlichkeiten“ für einen Ausgleich mit der Sowjetunion an. Nach monatelangem Vorlauf besuchte er am 11. November 1960 den Außenminister Heinrich von Brentano im Auswärtigen Amt, wo ihm der Minister in dem „sehr aufrichtig geführten“ Gespräch „versichert“ [habe], dass er, Kiefer, für die Bundesregierung „in keiner Weise untragbar“ sei. Eine „Deutsch-Sowjetische [!] Gesellschaft“ zur Anbahnung besserer Beziehungen zur UdSSR habe „vollständige Zustimmung“ gefunden. Dehler berichtete er eine Woche darauf von dem Besuch, bei dem Brentano einer unabhängigen „Deutsch-Sowjetrussischen [!] Gesellschaft sehr lebhaft“ zugestimmt habe, und empfahl ihm, „unsere“ Bemühungen um deren Gründung erneut aufzunehmen.
Vom 82-jährigen CDU-Senior hatte Kiefer am 30. Dezember noch immer keine Reaktion, weshalb er den Raiffeisen-Präsidenten erneut bedrängte, er könne sich der Gründung einer Deutsch-Russischen Gesellschaft nur dann weiter widmen, wenn sich Hermes dafür zur Verfügung stelle. Doch dieser hielt die internationale Lage am 7. Januar 1961 weiter für ungünstig. Kiefer meinte daraufhin, dass er die Bedeutung seines Treffens mit dem Außenminister wohl „überschätzt“ habe und war bereit, weiter abzuwarten. Allerdings sollten die weiteren Gespräche dann von seinen „jüngeren Freunden“ geführt werden.
Ein Herzanfall war für Kiefer am 16. Mai 1961 das Signal, sich bei Hermes von Bemühungen, die zu keinem Ergebnis zu führen scheinen, zu verabschieden: „An mir lag es nicht.“ In seiner Antwort vom 25. Mai 1961 attestierte dieser Kiefers Bestrebungen trotz unterschiedlicher „sachlicher Auffassung“ eine „verständnisvolle Würdigung der Ernsthaftigkeit“.
Nach „fünfmonatigem Krankenlager“, bei dem er sich vorgenommen habe, sich für den Rest seines Lebens „völlig der politischen Arbeit zu versagen“, meldete er sich am 14. August 1961 bei Dehler, er wolle nur noch das Buch über das „deutsch-russische Problem“ schreiben, das er dem „alten Rowohlt“ 1958 versprochen habe (Manuskript wieder: Fehlanzeige). Er bedauere, dass die „Deutsch-Russische Gesellschaft“, wie er sie sich vorstellte, nicht entstanden sei, wolle aber wieder mit dabei sein, wenn außer Dehler „noch ein paar ernstzunehmende Persönlichkeiten“ mitmachen würden. Wegen des Drängens seiner „jungen Freunde“ intensivierte er am 13. Oktober 1961 das Streben nach einer „Deutsch-Sowjetrussischen Gesellschaft“, doch Dehler lehnte den Vorsitz dafür ab. Einen Monat später bat Kiefer ihn, den JU-Vorsitzenden und CDU-Landesgeschäftsführer Julius Steiner zu empfangen, der könne ihm „einige neue Punkte über unser [!] Vorhaben“ mitteilen – das Treffen fand statt. Weiter empfahl er Dehler ein Gespräch mit dem Botschafter Hans Kroll (seit 1958 in Moskau) über dessen Ansicht zur Gründung einer „Deutsch-Sowjetrussischen Gesellschaft“.
Am 6. Februar 1962 riet er dem FDP-Politiker, den Direktor des IfW Kiel, Fritz Baade (MdB-SPD), zuzuziehen. Er selbst müsse einen Bildband (Horb, 1963) betexten, dann sei er wieder voll dabei. Am 16. Juli 1962 bekannte er Dehler, er sei „politisch müde. Es hat alles keinen Sinn mehr.“ Wenig später wunderte er sich über seine Kraft zum Durchhalten, und Dehler meinte seinem Parteifreund Wolfgang Döring gegenüber über Kiefer: „Sagt manches Gescheite.“
Am 4. Juli 1962 wurde in Bad Homburg eine „Deutsch-russländische [!] Gesellschaft“ gegründet (eine Gesellschaft gleichen Namens gibt es seit 1992 in Wittenberg). Als er die darüber erfahrenen Einzelheiten dazu am 7. September 1962 an Dehler berichtet, meinte er dazu, dass dies das „Gegenteil von dem sei, was wir wollten“.
Positiv dagegen bewertete er den Plan der Dolmetscherin im West-Berliner Senat Erika Schweickert zu einer „Deutsch-sowjetischen Studienzentrale“, den einer ihrer Diplomaten bereits „vor Jahren“ bei E. Rowohlt vorgetragen habe.
Der war ihm damals als „Umweg“ erschienen, sei nun aber – trotz der Mitwirkung von Schenke und Schwann, die „nicht mehr ernst zu nehmen“ seien – „durchaus erwägenswert“.
Die absehbare Abberufung von Botschafter Kroll aus Moskau vorwegnehmend empfahl er Dehler am 17. September 1962, diesen „für unsere Absichten“ zu gewinnen. Drei Wochen darauf unterrichtete er Dehler über Steiners Drängen, der das Klima für die Gründung der Gesellschaft für günstig hielt, während er selbst skeptisch sei.
Am 20. Oktober kritisierte er die Haltung der FDP in der Spiegel-Affäre, wo tags zuvor alle FDP-Minister zurückgetreten waren. Er brannte für „unsere[] Gesellschaft“ und wollte ihretwegen alles aufgeben oder etwas wagen, würde das Land noch einmal verlassen, wenn er nicht schon über 70 Jahre alt wäre. Als Nächstes stieß er sich an Äußerungen Adenauers bei einem Interview „gegen Moskau“ und hielt es für eine „Pflicht“, die „Deutsch-Sowjetrussische Gesellschaft“ auch gegen den Willen der Regierung zu gründen.
Nach einem Treffen mit Erika Schweickert über ihre „Studienzentrale“ schrieb er Dehler am 14. März 1963, dass er darüber und auch wegen des Drängens seiner „jungen Freunde“ mit ihm sprechen müsse. Am 29. April räumte er Dehler gegenüber die „moralische Kollektivschuld“ ein.
Weil er „mit Arbeiten aller Art überlastet“ und ohne „Hilfskraft“ sei, bat er Dehler am 6. Juni 1963, ihn in Trillfingen zu besuchen, wie es zuvor schon Martin Niemöller, Helmut Rauschning, Gustav Heinemann „und weiß der Himmel wer noch“ getan hatten. Man müsse mit Kroll sprechen, der eine „Gesellschaft für die Wiedervereinigung“ gründen wolle.
Dem FDP-Politiker gegenüber bezeichnete sich Kiefer am 6. Dezember 1963 als so sehr in seine „literarischen Arbeiten vertieft“, dass er sich „nur schwer“ mit Politik beschäftigen könne. Am 22. Februar 1964 war Dehler bei ihm in Haigerloch, was dabei herauskam, ist nicht bekannt.
Dehler schickte Kiefer am 19. Oktober 1965 überraschend eine „neueste Aufforderung von F. Friedensburg, E. W. Meyer und W. Rauber“ zu einer am 5. November 1965 vorgesehenen Gründungsversammlung für eine „Gesellschaft Deutschland-Sowjetunion“ zu und fragte an, was er davon halte. Kiefer antwortete – verspätet wegen Krankheit – am 2. Dezember: „Nichts!“, denn sie käme „genau zehn Jahre“ zu spät. Und: „Die Herren, die mich auf eine so saubere Weise aus meinem eigenen Projekt [!] hinausmanövrierten, sind gewiss zu allerletzt berufen, eine solche Sache zu unternehmen.“ Ihn berühre jedoch die „ganze Geschichte nicht mehr“.
Für jahrelange Bemühungen um das „Zustandekommen einer solchen Sache“ will Kiefer neben seinem Zeitaufwand an die 10.000 Mark „verschwendet“ haben und ein „ganz unbeteiligter Zuschauer“ geworden sein. Nun schreibe er „Landschaftsaufsätze und kunstgeschichtliche Betrachtungen“, bereite einen großen Bildband vor und freue sich über sinnvolle Arbeit.
Seine politischen Aktivitäten sollten ihn später noch einmal einholen: Nach dem Scheitern des Misstrauensvotums gegen Willy Brandt am 27. April 1972 (Steiner-Wienand-Affäre) kam bei dessen Untersuchung auch die „Deutsch-sowjetische Gesellschaft“ zur Sprache. Gemäß „Spiegel“ vom 3. Juni 1973 sagte der Ostvertragsfreund Julius Steiner aus – seine Tochter Bärbel war Fremdsprachenkorrespondentin beim Baumaschinenhersteller Liebherr, der an Russland-Exporten interessiert war –, Kiefer hätte ihn mit Wilhelm Rauber bekannt gemacht, der ihn für die Gründung der Gesellschaft „eingenommen“ habe. Der Version des 83-jährigen Kiefer zufolge sei die Initiative zur Gründung der Gesellschaft von Steiner aus[gegangen]. Damit verleugnete Kiefer seine jahrelang betonte Initiative zur Gründung der Gesellschaft, die ihn viel Zeit und Geld gekostet hat.

### Literat von kristallklarer Sprache
Neben seinen „politischen“ Aktivitäten hatte Kiefer bereits seit Ende der 1950er Jahre kleine literarische Beiträge zum schwäbischen und alemannischen Kulturraum veröffentlicht. Er erkannte darin so „viel Erfolg“, dass „man“ weitere Bücher (!) von ihm erwartete, wie er am 20. Mai 1960 an Hermes schrieb.
Der am 21. Juli 1967 verstorbene Dehler hatte ihm noch am 7. Februar 1967 angeboten, den Verleger Kurt Desch in München für seine Lebenserinnerungen zu interessieren. Es sind weder eine Antwort noch ein Memoiren-Manuskript bekannt.
1969 sprach Kiefer davon, dass ihn auch Thomas Mann „immer wieder“ ermuntert habe, seine Lebenserinnerungen niederzuschreiben: „Das gibt ein bedeutendes Buch und Sie werden einen großen Erfolg damit haben.“ Worauf er erwiderte: „Das glaube ich nun leider nicht“.
Das teilte er danach auch Otto Strasser mit.
Im selben Jahr rief ein „Freundeskreis“ zu Spenden auf, um zu Kiefers 80. Geburtstag am 10. Juli 1970 sein „reifstes, geschlossenes Werk“ in zwei Bänden zu veröffentlichen: „Ausgewählte Beiträge über den Zauber des schwäbisch-alemannischen Lebensraumes“.
Zu den 13 Unterzeichnern des Aufrufs zählten neben bekannten Persönlichkeiten aus der Region auch der Nürnberger Verleger Josef Drexel, der Direktor der Bayerischen Versicherungsbank Gottfried Griesmayr und Georg Fürst zu Waldburg-Zeil. Kiefer steuerte einen politisch gereinigten „Lebensabriss“ bei, doch die Ehrung kam nicht zustande. Anstelle des zweibändigen Werkes kam 1975 im Verlag Konrad, Weißenhorn, der Band „Schwäbisches und alemannisches Land. Essays über Städte und Landschaften“ – inzwischen mit einer 3. Auflage –
heraus.
Auf dem Umschlag dieses letzten größeren Werkes attestiert ihm der Chefredakteur der Schwäbischen Zeitung Leutkirch, einer der profiliertesten Literaten Oberschwabens, Johannes Schmid: „Seine Sprache ist kristallklar und zuchtvoll“ (Zitat 1960).

## Kritik
Wilhelm Kiefer war eine „vielschichtige Persönlichkeit“, schreibfreudig [vor allem, was den Briefverkehr anbelangt] und eloquent, aber undurchsichtig, unzuverlässig und streitsüchtig. Er hatte viele prominente Kontakte, die meisten nicht, um sich persönliche Vorteile zu verschaffen, vielmehr um sie zu beeinflussen und seinen Planspielen Geltung zu verschaffen. Zweifellos hatte er Ideale, die er teilweise beharrlich verfolgte, manche später in die eine oder andere Richtung „korrigierte“. Einige seiner Ideen fanden sich später – auch heute noch – in irgendeiner Weise in der Realität wieder.
Kiefer war praktisch immer in Geldnöten – hatte er doch eine zehnköpfige Familie zu versorgen. Manch private Spendenaktion half ihm dabei, und durch viele Versprechungen (Büchermanuskripte zu liefern), die er dann praktisch nie einhielt, und Flunkereien hielt er sich doch immer wieder über Wasser. So scheute er sich nicht, bei einem seiner Anträge auf „Wiedergutmachung“ 1953/54 einen „Verdienstausfall von jährlich 144.000 Reichsmark“ geltend zu machen, er habe 1933 „im Begriff“ gestanden [], „ein vermögender Mann“ zu werden; seine zwielichtigen Einsätze und Loyalitätsbekundungen gegenüber der NSDAP verschwieg er dabei geflissentlich.
Schließlich erhielt er „zum Ausgleich seines Schadens im beruflichen Fortkommen“ rückwirkend zum 1. August 1955 eine erhöhte Rente von monatlich 600 DM. Seine Gesamtmonatsrente erhöhte sich danach gemäß den gesetzlichen Vorgaben auf zuletzt (1979) 1.949 DM.
Wenn er für die angekündigten/versprochenen Bücher keine Manuskripte lieferte, muss das nicht bedeuten, dass er dafür noch keine ausgereiften Ideen zu Papier gebracht hätte. Nur kam er dabei nicht zur Vollendung, weil er seine „politischen“ Aktivitäten immer für wichtiger hielt.
Bemerkenswert erscheint seine Ehefrau Maria Theresia, die ihm über 56 Jahre lang bis zu ihrem Tod überall hin gefolgt ist und seine Eskapaden ertragen und mitgetragen hat.
Rudolf Morsey hält Kiefer nicht für eine literarische Persönlichkeit von nationaler Bedeutung, wegen seiner mannigfachen Buch-Versprechungen eher wie ein[en] literarischen Hochstapler. Nationale Bedeutung misst er ihm indes in Bezug auf kurze Aktionen seiner militärpolitischen Tätigkeit 1920–1923 durch die Bekanntschaft mit Kapp und Hitler bei. Als „Amateurpolitiker“ suchte er über ein Jahrzehnt die vermeintlich oder tatsächlich maßgeblichen Akteure jeglicher Couleur und damit die geopolitische Ausrichtung der Bundesrepublik zu beeinflussen. Kiefer selbst bezeichnet sich als „gescheiterten [großen] Deutschen“, der es „nie verstanden“ habe[], aus sich „etwas zu machen“. Erst in den 1960er und 1970er Jahren gewann er literarisches Ansehen als Interpret des schwäbisch-alemannischen Kulturraums. In der Ausgabe 57 der Vierteljahreszeitschrift „Badische Heimat“ (1977) wird Wilhelm Kiefer als „der Altmeister des Landschaftsessays“ bezeichnet. Seine literarische Kunst ist vielleicht auch in dem umfangreichen – nicht veröffentlichten, erst teilweise erschlossenen – Briefwerk zu sehen, denn er verstand es ja ausgezeichnet, immer wieder Menschen für seine nonkonformen Ideen zu interessieren.

## Ehrungen
- Für seinen Einsatz (mit Verwundung) im Ersten Weltkrieg wurde ihm 1915 die Karl Friedrich-Militär-Verdienstmedaille in Silber sowie in Gold und Silber am Bande verliehen.[8]
- Im Jahre 1980 wurde in Laufenburg ein Weg nach Wilhelm Kiefer benannt.[67]
- Der Ski-Club Brötzingen (Pforzheim) hat sein Freizeitheim (Skihütte) in Bad Wildbad-Sprollenhaus nach ihm benannt.[68]

## Veröffentlichungen
- Wilhelm Kiefer – in: Bühne und Welt. Monatsschrift für das deutsche Kunst- und Geistesleben. 17. Jahrgang; 1915. Verlag Bühne u. Welt GmbH, Hamburg (ab 1917: Deutschnationale Verlagsanstalt) – Digitalisierte Aufsätze (Deutsche Digitale Bibliothek):

* Im deutschen Namen! (Januar 1915)
* Gabrielle D'Annunzio. (Juni 1915)
* Der Krieg und die Deutsche Bühne. (Juli 1915)
* Patriotisch und national. (September 1915)
* Friedrich Lienhard. (Oktober 1915)
* Was ist deutscher Idealismus? (Dezember 1915)
- Wilhelm Kiefer: Bühne und Welt. Monatsschrift für das deutsche Kunst- und Geistesleben. 18. Jahrgang; 1916 12 Hefte, komplett. Verlag Bühne u. Welt GmbH, Hamburg[75]
- Wilhelm Kiefer: verschiedene Artikel im Feuilleton und im Allgemeinen Teil der Frankfurter Zeitung, Ausgaben 1925 bis 1928[1]
- Ernst Ruthart [d. i. Ernst Wilhelm Kiefer]: An die Gegenwart. Zeitgedichte. Verlag Xenien, Leipzig. 1928 (29 S.)[76]
- Wilhelm Kiefer: verschiedene Artikel in der Wochenschrift Der gerade Weg, Ausgaben Von Mai bis November 1932.[21]
- Wilhelm Kiefer: Augusta van Dorpe / Peter von Hagenbach und die Verschwörung zu Breisach – Zwei Novellen. Gilde Verlag, Köln. 1933 (244 S.)[77]
- Wilhelm Kiefer: Beiträge in der Wiener Wochenschrift „Der christliche Ständestaat“, 1933.[28][29]
- Wilhelm Kiefer: Artikelserie über die politische Lage im Saargebiet. In: Basler „National-Zeitung“, 1934[26]
- Anonym („Dr. Fritz Gerlich […] eines seiner nächsten Mitarbeiter“): Krieg um die Saar; Erasmus-Verlag; Basel – Wien; 1934 (104 S.)[31]
- Friedrich Wilhelm Förster und Wilhelm Kiefer (Hrsg.): Das Europa der Außenseiter – Wochenschrift 1935/36, Paris; eine Gründung früherer (emigrierter) Gewerkschafter aus dem Saargebiet.

In dessen Feuilleton erschien Kiefers o. e. Novelle Augusta van Dorpe sowie unter dem Mädchennamen seiner Frau Der Greis ohne Gott
- Wilhelm Kiefer: Kostenermittlung im Weinbau. Landwirtschafts-Verlag, 1958[78]
- Wilhelm Kiefer (Text): Horb am Neckar. Ein Stadt- und Landschaftsbild. (Bildband), Rottweil am Neckar 1963: 1. Auflage (27 S.)[79], 1973: 2. Auflage.[80]
- Der Münsterplatz in Freiburg. Baden-Württemberg. Südwestdeutsche Monatsschrift für Kultur, Wirtschaft und Reisen – Mai-Heft 1970. Landesverkehrsverband Württemberg (Hrsg.), Verlagsanstalt A. Banholzer, Rottweil[61]
- 110 Jahre Freiwillige Feuerwehr Sommerhausen,[81] in: Sommerhausen in 13 Jahrhunderten. Markt Sommerhausen 1978, S. 21–25[61]
- Wilhelm Kiefer: Fest- und Heimatbuch Trillfingen, anläßlich der 700-Jahr-Feier im Jahre 1975, hrsg. von der Gemeinde Trillfingen, Gemeinde Haigerloch-Trillfingen. 1975[82]
- Wilhelm Kiefer: Schwäbisches und alemannisches Land. Essays über Städte und Landschaften. Anton H. Konrad Verlag, Weißenhorn; 1975 (574 S.). ISBN 3-87437-118-2; 2. Auflage 1976 ISBN 3-87437-124-7; 3. Auflage 1994, ISBN 978-3-87437-316-6[83]